# 陈锦涛
陈锦涛（1871年6月20日—1939年6月12日），字澜生，男，广东南海人，中华民国政治人物、财政学家。

## 生平

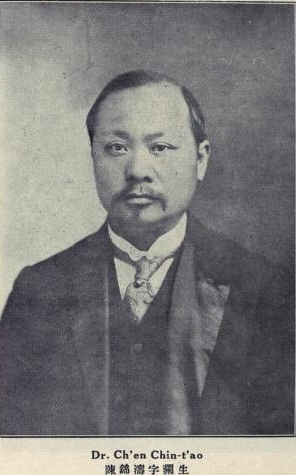
《中国名人录（第三版）》中的陳錦濤照片

1885年（光緒11年），陳錦濤入香港皇仁书院学习。1890年（光緒16年）毕业后留校任教，后转任天津北洋大学堂教习。1901年（光緒27年）以官费赴美國学习政治经济学，获哥伦比亚大学理学碩士。1906年（光緒32年），获美國耶鲁大学哲学博士学位，師從著名經濟學家歐文·費雪。9月回国应清廷部试，获法政进士。嗣任度支部预算司司长、统计局局长、印铸局局长、币制改良委员会会长、大清銀行副監督、资政院议员等职务。1911年（宣統3年）10月，出任袁世凱内閣度支部副大臣。
1912年（民国元年）1月，南京臨時政府成立，陳錦濤出任財政部总長。1912年3月，与許世英组织国民共進会。1912年9月，出任北京政府財政部審計处总办。1913年（民国2年）10月，任財政部駐外財政員，驻英国伦敦。1916年（民国5年）6月，任段祺瑞内閣財政总長兼署理外交总長。1917年4月，因受賄罪被收監。当时，1917年4月上海《申报》揭露北京政府财政部在受理商人张兴汉开办炼铜厂申请的过程中，总长陈锦涛、次长殷汝骊等主要官员涉嫌收受张兴汉的商业贿赂。该报道发表后，国会众议院提出质问，经司法调查属实，陈锦涛入狱，殷汝骊潜逃。1918年（民国7年）2月5日，陈锦涛获得大总统冯国璋赦免。
此後，陳錦濤赴广州参加護法軍政府。1920年（民国9年）4月，继伍廷芳之後出任護法軍政府財政部長。同年11月，主席总裁岑春煊失势，陳錦濤遂辞職，此後寓居上海。1925年任西北银行经理。1925年（民国14年）12月，陈錦濤在段祺瑞手下再度获得起用，出任財政总長兼盐务署督办。1926年，与胡光鹿等人在天津合办中国无线电业公司。
国民政府時期，1930年（民国19年），陳錦濤出任国立清華大学经济系教授，并兼任南京国民政府財政部幣制研究委員会主席。1935年（民国24年），任南京国民政府財政部幣制委員会主席。1938年（民国27年）3月，参加南京的中華民国維新政府，任財政部長，5月兼任華興銀行总裁，但发行華興券的政策不被淪陷區民眾歡迎，旋去職。
1939年（民国28年）6月10日，在南京参加日本总领事馆的宴会时，中毒，连夜坐飞机到上海静安寺路找西医梅卓生医治，因陈中毒太深，6月12日，医治无效，去世，享年69岁（满67歳）。另说其并未出席，中毒而死的說法似乎有誤，理由有二：1939年6月10日「南京毒酒案」紀錄的名单中未提到陳錦濤；根據台灣「財政部財政史料陳列室」的人物索引，陳錦濤的死因是「舊疾復發，病卒於上海虹口竇樂安路私寓」。

## 著作
陈锦涛著有《均富》等书。

## 延伸阅读
[在维基数据编辑]
 《游美同學錄·陳錦濤》，出自《游美同學錄》
 在维基共享资源阅览影像
| 前任：周自齐 | 財政总長1916年6月 - 1917年4月 | 繼任：李思浩 |

| 前任：唐紹儀 | 外交总長（署理）1916年6月 - 10月 | 繼任：夏詒霆 |

| 前任：李思浩 | 財政总長1925年12月 - 1926年3月 | 繼任：賀德霖 |

| 前任：（創設） | 財政部長1938年3月 - 1939年6月 （1939年4月起由嚴家熾代理） | 繼任：嚴家熾 |